# Chợ Đông Hà

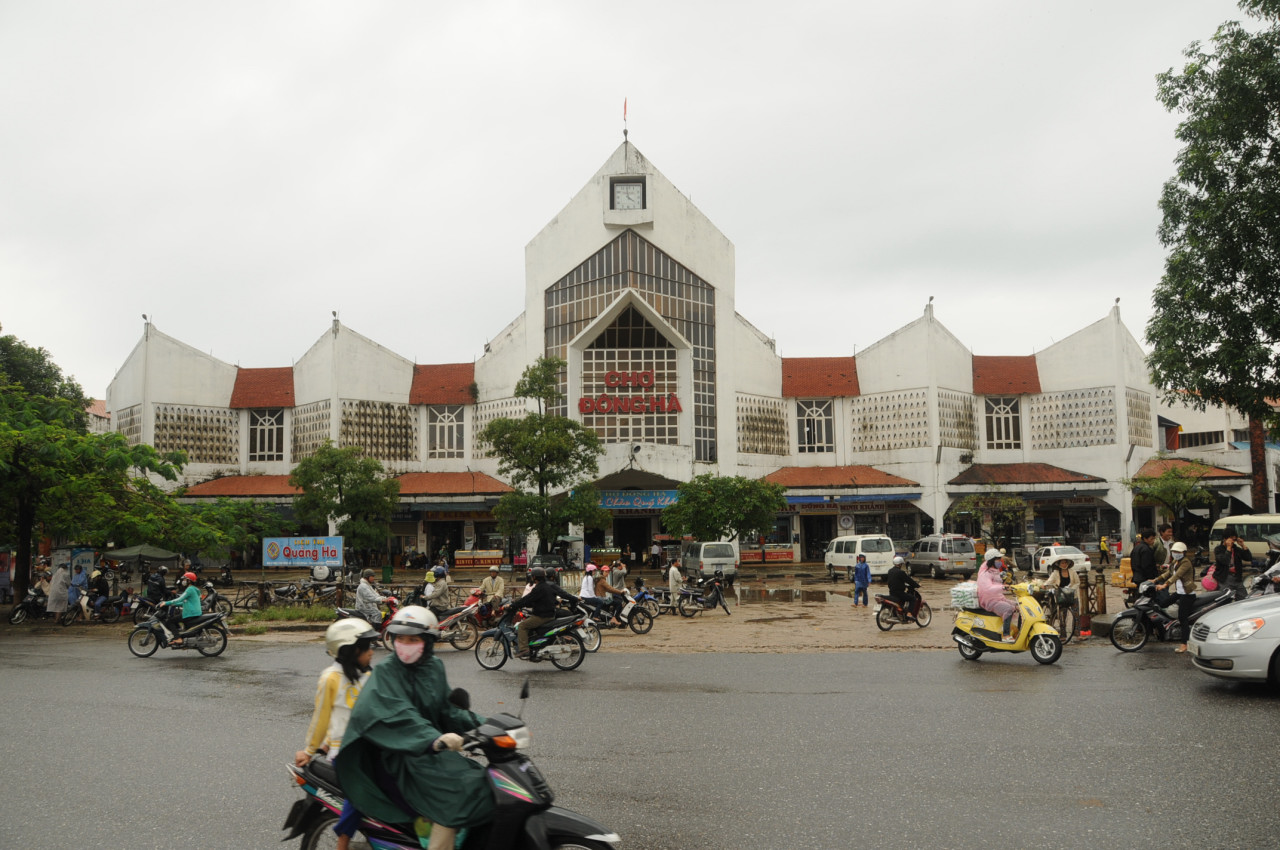
Chợ Đông Hà

Chợ Đông Hà là một ngôi chợ nằm ở trung tâm thành phố Đông Hà, tỉnh Quảng Trị, Việt Nam. Đây là chợ có quy mô lớn nhất tỉnh Quảng Trị.
Chợ nằm bên cạnh sông Hiếu, có nét kiến trúc đặc trưng gợi hình tượng những con thuyền đang đậu sát vào nhau.
Hiện nay, chợ còn là nơi phục vụ du khách các loại hàng hóa có nguồn gốc từ Thái Lan, Trung Quốc và Lào, chủ yếu được nhập về thông qua cửa khẩu Lao Bảo.